# Andries Pretorius

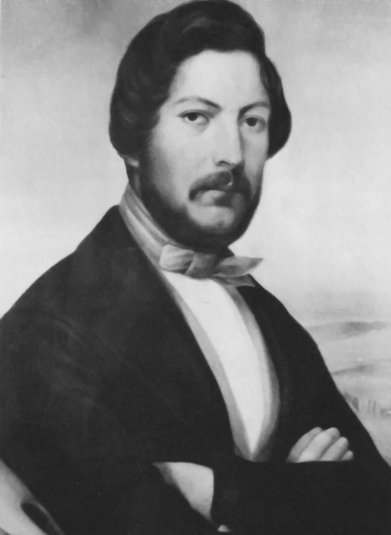
Andries Pretorius

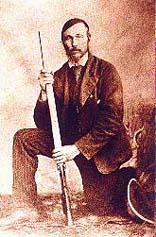
Andries Pretorius

Andries Wilhelmus Jacobus Pretorius (* 27. November 1798 in Graaff-Reinet; † 23. Juli 1853 in Grootplaats, Magaliesberge, Transvaal) war ein Voortrekker, burischer Politiker und Gründer der Südafrikanischen Republik.
Pretorius, ein Bure niederländischer Herkunft, verließ seine Heimat am Kap während des Großen Trecks und wurde schon bald zu einem respektierten Führer der Voortrekker. Über das heutige Gebiet des Vrystaat und die Drakensberge gelangte Pretorius nach Natal, wo er die Buren, die nach der Ermordung Piet Retiefs führerlos waren, einte und Voortrekker zu einem Rachefeldzug gegen den Zulukönig Dingane mobilisierte.
Am 16. Dezember 1838 besiegte Pretorius mit 464 Buren die fast 20.000 Mann starke Zuluarmee in der Schlacht am Blood River vernichtend, vier Tage später zerstörten die Zulu ihre eigene Hauptstadt uMgungundlovu. 1840 unterstützte Pretorius mit 400 Mann einen Umsturzversuch von Dinganes Halbbruder Mpande, der mithilfe dieser Unterstützung die Macht im Zulureich erlangte.
Im selben Jahr führte er burische Widerstandskämpfer an, die die schwache britische Besatzung Durbans besiegten. Als britische Verstärkung eintraf, zog er sich allerdings nach Pietermaritzburg zurück, von wo aus er sich um eine diplomatische Einigung zwischen Buren und Briten bemühte.
Danach lebte Pretorius im britischen Natal als Farmer, bis er 1847 von den Buren auserwählt wurde, um ihre Beschwerden dem britischen Gouverneur vorzutragen. Dieser verweigerte Pretorius allerdings eine Audienz, die diplomatische Mission scheiterte. Aus diesem Grund entschied sich Pretorius erneut, sein Land aufzugeben und in den Norden Südafrikas, der noch nicht unter britischer Kontrolle war, auszuwandern.
Pretorius siedelte nördlich des Vaal und war Mitbegründer der unabhängigen Burenrepublik Transvaal. Von den Buren beiderseits des Vaal (also auch im englisch kontrollierten Territorium) wurde er zum Oberbefehlshaber gewählt und überschritt mit seinen Einheiten im Juli 1848, einem Hilferuf der Afrikaaner Winburgs folgend, den Vaal und leitete den burischen Freiheitskampf. Am 20. Juli 1848 gelang ihm die Besetzung Bloemfonteins, im August wurde er aber bei Boomplaats geschlagen und musste sich wieder hinter den Vaal zurückziehen. Dort wurde er Führer einer der größten burischen Parteien, in welche die Transvaal-Buren zu jener Zeit gespalten waren. Er wurde Oberbefehlshaber in Potchefstroom und Rustenburg.
1851 drohte er, abermals von unzufriedenen Buren am Orange River und dem Basotho-Oberhaupt Moshoeshoe I. um Hilfe gebeten, erneut den Vaal zu überschreiten. Hauptgrund für die Drohgebärden war es allerdings, Druck auf die Briten auszuüben, da Pretorius eine offizielle Anerkennung der unabhängigen Burenrepubliken durch Großbritannien zu erreichen suchte. Pretorius traf sich mit den britischen Unterhändlern am 17. Januar 1852 und es gelang ihm ein diplomatischer Coup: Die Briten widerriefen die Auslobung eines Kopfgeldes von 2000 Pfund Sterling, das nach dem Angriff auf Bloemfontein auf seine Ergreifung ausgesetzt worden war, und anerkannten in der Sand River Convention die Unabhängigkeit Transvaals.
In der Folgezeit versuchte Pretorius, den Handel mit Natal zu etablieren und das Betschuanaland zu kolonisieren und führte an den westlichen Grenzen Transvaals Krieg gegen einheimische, afrikanische Stämme. Im Zuge einer Expedition gegen die Batswana unter Sechele wurde 1852 auch das Haus David Livingstones in Kolobeng geplündert.
Pretorius starb am 23. Juli 1853 auf seinem Gut in Magaliesberg, er gilt als der fähigste und bedeutendste Führer der Voortrekker. Zwei Jahre nach seinem Tod gründete sein Sohn Marthinus Wessel Pretorius die Stadt Pretoria, die er zu Ehren seines Vaters benannte.